# Syllepte pilocrocialis
Syllepte pilocrocialis is een vlinder uit de familie van de grasmotten (Crambidae). De wetenschappelijke naam van deze soort is voor het eerst voorgesteld als Hedylepta (Subhedylepta) pilocrocialis door Embrik Strand in een publicatie uit 1918.
De soort komt voor in Taiwan.